# Cognizant
Cognizant er en amerikansk multinational outsourcing og software konsulentvirksomhed. Den blev etableret som en teknologi-enhed i Dun & Bradstreet i 1994. Den blev børsnoteret i 1998.